# Elvira Albelda Conejero
Elvira Albelda Conejero (Navarrés, 15 de agosto de 1912 - Montpellier, 10 de mayo de 2000), conocida como Valenciana, fue una política española. Su historia inspiró un personaje de La Voz Dormida.

## Trayectoria
Nació en 1913 en Navarrés, Era hija de Matías Albelda y Áurea Conejero y su hermano Teodoro Albelda Conejero fue dirigente local del Partido Comunista (PCE) además de miembro del Comité Revolucionario y el Comité Asesor Antifascista de Castellón.
Realizó sus estudios en la Universidad de Valencia. Se afilió al PCE en 1935. Desde el 7 de enero de 1938 hasta el 17 de marzo de 1939 fue consejera del Consejo Municipal de Valencia, siendo expulsada por no apoyar a la Junta Nacional de Casado.
Durante la guerra civil fue secretaria general del Comité Provincial de la Agrupación de Mujeres Antifascistas de Valencia cargo en el que sustituyó a Pilar Soler en diciembre de 1937. Colaboró en la revista Pasionaria, editada por AMA en Valencia. Al final de la guerra fue detenida por las autoridades franquistas y posteriormente encarcelada en el campo de concentración de los Auxilios Espirituales de Alicante, donde coincidió con su cuñada Josefina Salvador.
Tras su liberación, viajó a Madrid y se puso a disposición del partido, siendo enviada a La Coruña, donde trabajó en el hotel Florida. Allí fue nombrada secretaria de Organización del Comité Regional de Galicia (también llamado Comité Provincial del PCE). En septiembre de 1941 evitó ser detenida en la redada policial que siguió a la caída de Eleuterio Lobo, en la que fueron detenidos varios dirigentes comunistas de América en Portugal y varios militantes del PCE en Madrid y Galicia como Alberto Puente y Francisco Barreiro Barciela. Huyó a Madrid, pasando a formar parte del Comité Provincial y luego del Comité Central Provisional del PCE, dirigido por Jesús Bayón. Detenida en la primavera de 1942, fue internada en la cárcel de mujeres de Ventas, y condenada a muerte. En septiembre de 1943, durante su estancia en la cárcel, se convirtió en miembro de la dirección del partido por orden del PCE en el exterior.
El 15 de noviembre de 1944, Elvira Albelda le fue comunicada de que debía trasladarse al sótano de penadas esa noche, lo que significaba que sería fusilada al día siguiente. Albelda solicitó al cura de la cárcel que enviara un telegrama a su padre para que se ocupara de su cadáver, lo que se cree que fue la forma en que avisó al exterior de lo que iba a pasar. Recibió instrucciones de situarse junto a la puerta del sótano a las 11 de la noche, momento en que se apagaron las luces y se abrió la puerta, aprovechando para salir. Algunas de las encarceladas comenzaron a gritar, alertando a las funcionarias, que tardaron en descubrir que faltaban Elvira Albelda y María Asunción Rodríguez, de la segunda galería. Pensando que las fugadas se encontraban aún dentro de las dependencias carcelarias, no avisaron a los organismos superiores hasta más de tres horas después.
Albelda y Rodríguez huyeron juntas, separándose al llegar junto al Parque del Retiro.  Tras la fuga, la presa Paz Lobo, que era quien custodiaba las llaves de puertas y cancelas, fue recluida durante meses en una celda de castigo donde se suicidó. Además, las presas de la segunda galería fueron trasladadas e incomunicadas y la investigación para analizar la fuga se prolongó hasta 1952, interrogándose a funcionarias, guardianas, presas y monjas de las Hijas del Buen Pastor.
Albelda permaneció un año oculta en Madrid, sin trabajar para el PCE, marchó a Montesa, Valencia, donde vivía su madre. Cruzó a Francia por Saint Laurent a pie, para luego dirigirse a Decazeville (Aveyron), donde vivía su hermana Theodora, y trabajaba en un restaurante.

## Reconocimientos
Elvira Albelda Conejero y Remedios Montero Martínez inspiraron el personaje de Elvira en la novela de Dulce Chacón La voz dormida y en la película del mismo título de Benito Zambrano.